# 南方菜豆花叶病病毒目
南方菜豆花叶病病毒目（学名：Sobelivirales）是小南嵌套病毒纲下的一个目。

## 下属分类
本目包括以下科：
- 囊孢虫RNA病毒科 Alvernaviridae
- 巴纳病毒科 Barnaviridae
- 南方菜豆花叶病病毒科 Solemoviridae